# Sutton Bassett
Sutton Bassett – wieś w Anglii, w hrabstwie Northamptonshire, w dystrykcie (unitary authority) North Northamptonshire. Leży 30 km na północ od miasta Northampton i 122 km na północny zachód od Londynu.